# Villarejo del Valle
Villarejo del Valle – gmina w Hiszpanii, w prowincji Ávila, w Kastylii i León, o powierzchni 41,6 km². W 2011 roku gmina liczyła 424 mieszkańców.